# Cloruro de bario
Cloruro de bario es un compuesto inorgánico de fórmula BaCl2. Es una de las sales solubles en agua más importantes de bario. Al igual que otrás sales de bario, es tóxica y da una coloración azul-verde a la llama. También es higroscópico.

## Estructura y propiedades
BaCl2 cristaliza tanto en fluorita como en cloruro de plomo, los cuales pueden acomodar la preferencia de los grandes iones Ba2+ para los números de coordinación superior a seis En una solución acuosa, el BaCl2 se comporta como una simple sal. En el agua es un electrolito 1:2 y la solución presenta un pH neutro.
El Cloruro de bario reacciona con iones de sulfato para producir un precipitado blanco espeso de sulfato de bario.
Ba2+ (ac) + SO42- ( ac) → BaSO4 (s)
Con Oxalato se da una reacción similar:
Ba2+ (ac) + C2O42- (ac) → BaC 2O4 (s)

## Preparación
Aunque económicamente disponible, el cloruro de bario puede ser preparado a partir de hidróxido de bario o carbonato de bario, con carbonato de bario que se encuentra de forma natural como el mineral witherita. Estas sales de base reaccionan con ácido clorhídrico para dar cloruro de bario hidratado. A escala industrial, se prepara a través de un proceso de dos pasos a partir de barita (sulfato de bario ):
BaSO4 + 4C → BaS + 4CO
Este primer paso requiere de altas temperaturas.
BaS + CaCl2 → BaCl2 + CaS
El segundo paso requiere fusión de los reactivos. El BaCl2 puede ser lixiviado de la mezcla con el agua.
Desde soluciones acuosas de cloruro de bario, el dihidrato puede cristalizar en forma de cristales blancos: BaCl2·2H2O

## Aplicaciones
El cloruro de bario es comúnmente usado como una prueba de ion sulfato (ver las propiedades químicas más arriba). En la industria, cloruro de bario se utiliza principalmente en la purificación de salmuera en plantas de soda cáustica de cloro y también en la fabricación de sales de tratamiento térmico, endurecimiento de acero, en la fabricación de pigmentos, y en la fabricación de otras sales de bario. BaCl2 se utiliza también en fuegos artificiales para dar un color verde brillante. Sin embargo, su toxicidad limita su aplicabilidad. El cloruro de bario se usa también (con el ácido clorhídrico) como una prueba de sulfatos. Cuando estas dos sustancias se mezclan con una sal de sulfato, se forma un precipitado blanco, que es el sulfato de bario.
Para la determinación cuantitativa del contenido de sulfato en una muestra, se disuelve una cantidad conocida de la misma en agua con ayuda de ácido clorhídrico o nítrico. Al agregar un exceso de solución de cloruro de bario, el sulfato presente precipita como sulfato de bario como se ha explicado antes.
El sulfato de bario resultante se filtra por papel filtro libre de cenizas y se calcina en un horno de mufla para eliminar el papel. Se pesa el sulfato de bario resultante y con dicho peso se calcula el contenido de sulfato, o del compuesto original de sulfato, en la muestra original.

## Seguridad
El Cloruro de bario, junto con otras sales de bario solubles en agua, es altamente tóxico. Sulfato de sodio y sulfato de magnesio son posibles antídotos, ya que reaccionan produciendo el Sulfato de bario sólido BaSO4 insoluble, que es mucho menos tóxico.